# Aleksandar Malinov
Aleksandar Pavlov Malinov (en búlgaro: Александър Павлов Малинов) (Pandakli, Imperio ruso, 3 de mayo de 1867 - Sofía, Bulgaria 20 de marzo de 1938), destacado político búlgaro, dirigente del Partido Democrático y tres veces primer ministro del país.

## Comienzos
Nacido en Besarabia de familia búlgara, estudió leyes en Kiev, donde se graduó en 1891. Después de trasladarse a Bulgaria ejerció como abogado, fiscal y juez en Plovdiv. Miembro activo del Partido Democrático, se convirtió en su dirigente a la muerte de Petko Karavelov en 1903.

## Primer Gobierno
El 16 de enero de 1908, el gabinete del «stambolovista» Dimitar Petkov dimitió y el príncipe Fernando encargó la formación de un nuevo Gobierno a Malinov. En las elecciones que convocó para el 25 de mayo la Unión Nacional Agraria Búlgara se convirtió en la primera fuerza de la oposición.
Conocido por su apoyo al mantenimiento de lazos estrechos con Austria-Hungría, mantuvo esta política durante su primer mandato de 1908 a 1911. De tendencia liberal, este primer Gobierno fue poco destacado, concentrándose Malinov en lograr la estabilidad del país, que había logrado recientemente su independencia (22 de septiembre de 1908) del Imperio otomano, coincidiendo con la crisis bosnia. Trató de mantener una actitud de cooperación con este para lograr concesiones, en vano. No sólo Serbia logró un importante obispado en Macedonia ambicionado por los búlgaros, sino que no obtuvo tampoco permiso para construir el deseado ferrocarril que uniese Macedonia y Bulgaria. En 1908 había actuado junto con Austria-Hungría durante la Crisis bosnia, lo que le convirtió en una figura mal vista en Serbia. Durante su gobierno se aprobaron una serie de reformas, como la aplicación de referendos para algunas cuestiones de los ayuntamientos o las primeras medidas tendentes a la representación proporcional en las Cortes. En 1911 reformó la Constitución y convirtió el principado en «zarato», aumentó la asignación del príncipe (desde entonces, zar) y modificó el artículo decimoséptimo para permitir al soberano firmar tratados secretos sin el conocimiento ni la aprobación de las Cortes búlgaras.
Fue relevado de la presidencia del Consejo de Ministros por el rey el 9 de marzojul./ 22 de marzo de 1911greg.. Este se había mostrado cada vez más insatisfecho por la falta de resultados de la posición de Malinov favorable a negociar con Serbia y Grecia con el objetivo, permanente para los diversos Gobiernos búlgaros, de aumentar el territorio nacional siempre con el objetivo de recuperar las efímeras fronteras del Tratado de San Stefano. Le sucedió en el cargo Ivan Evstratiev Geshov, del Partido Nacional. Su apartamiento del gabinete era necesario para lograr un acuerdo con Serbia que permitiese la expansión territorial búlgara en los Balcanes.
En el verano de 1913 rechazó ser nombrado de nuevo presidente del Consejo de Ministros de un Gobierno de coalición durante la crisis de la segunda guerra balcánica, cargo que pasó al Liberal Vasil Radoslavov, que dio comienzo a una política de alejamiento de Rusia y acercamiento a Austria-Hungría, tras un breve gabinete de Stoyan Danev.
Se opuso con firmeza al aumento de relaciones económicas con Alemania que comenzó tras su salida del Gobierno. Al estallar la Primera Guerra Mundial, instó al primer ministro Vasil Radoslavov a mantener la neutralidad, temiendo que Alemania se limitaría a explotar los recursos naturales búlgaros en su beneficio si Bulgaria se unía a aquella. En la primavera de 1915 instó junto a Danev y Geshov al zar Fernando a formar un nuevo Gobierno de coalición favorable a la Entente, infructuosamente.

## Segundo Gobierno
El descrédito del gabinete de Radoslavov creció hasta que en junio de 1918 el zar Fernando decidió cambiar el Gobierno y volver a llamar a Malinov, dirigente de los Demócratas y favorable a la Entente. De vuelta en el Gobierno con el objetivo de tratar de negociar un armisticio con la Entente gracias a su fama de moderado y buen negociador, sus esfuerzos fracasaron. Su posición era ambigua, pues temía las represalias alemanas en caso de firmar una paz separada con los Aliados, y complicada, pues estos no deseaban negociar ya con Bulgaria. Originalmente había tratado de formar un gabinete con la principal fuerza de oposición, la Unión Nacional Agraria Búlgara de Alejandro Stamboliski para reforzar su posición, pero no lo logró al rechazar las condiciones que este impuso, entre ellas el abandono inmediato de la contienda. Después de que los socialistas declinasen también entrar en el Consejo de Ministros, Malinov tuvo que conformarse con una alianza con dos pequeñas formaciones conservadoras, el Partido Nacional y el Liberal Progresista, además de pactar con los Radicales. El nuevo gabinete tomó posesión el 21 de junio de 1918. La mayoría de la oposición respaldó al nuevo Gobierno, que no llegó a convocar al Parlamento para respaldar sus medidas. Como gesto conciliatorio, trasladó a Stamboliski, preso a cadena perpetua, de vuelta a la capital, donde permaneció apenas vigilado.
A pesar de lograr la ansiada concesión de la Dobruja septentrional de sus aliados de los Imperios Centrales en julio, su popularidad no mejoró. Tanto el zar como Alemania confiaban en la habilidad de Malinov para continuar la lucha pero la postura del Ejército, que había perdido todo interés en ella y que se desintegraba por el número creciente de deserciones, dificultó aún más su tarea. Sus reiteradas peticiones de refuerzos alemanes no fueron atendidas y el frente macedonio quedó debilitado. El 14 de septiembre comenzó una dura ofensiva Aliada que pocos días logró quebrar la resistencia búlgara tras tres días de durísimos combates. Pocos días después, incapaz de detener el avance de la Entente y con una seria revuelta de parte de las tropas que habían proclamado la república, Malinov hubo de solicitar un armisticio. Malinov hubo de supervisar la rendición búlgara en septiembre, formó un nuevo Gobierno de coalición (18 de octubre)que incluyó miembros de la Unión Agraria por primera vez, y presenció la ocupación rumana de la Dobruja; dimitió poco después, el 28 de noviembre de 1918, por este motivo.
En 1922, bajo el Gobierno de Aleksandar Stamboliyski fue arrestado junto con otros dirigentes opositores. Liberado tras el golpe de Estado que derribó a Stamboliyski, vuelve al Partido Democrático para abandonarlo más tarde en 1924.

## Tercer gobierno
Malinov volvió a encabezar un gobierno del Partido Democrático brevemente en 1931. Trató de mejorar las relaciones con los países vecinos y, con este fin, ordenó la detención de notorios terroristas macedonios. Su mala salud le hizo retirarse prematuramente del gobierno.
Tras su abandono del gobierno permaneció como presidente de la Asamblea Nacional (parlamento) de 1931 a 1934.